# Celso Pucci
Celso Pucci, também conhecido como Minho K (15 de Janeiro de 1960 - São Paulo, 16 de março de 2002) foi um músico, compositor e jornalista ligado à cena musical de São Paulo, nos anos 1980.
Guitarrista, participou das formações das bandas Verminose, 3 Hombres, Fellini, Voluntários da Pátria e Nº 2.
Como jornalista, colaborou com a extinta revista Bizz e, até a época de sua morte, com o jornal O Estado de S. Paulo.
Faleceu em decorrência de uma parada cardiorrespiratória, após receber alta de seu tratamento contra um câncer na língua. .